# Liste der Baudenkmäler in Obernburg am Main
Auf dieser Seite sind die Baudenkmäler in der unterfränkischen Stadt Obernburg am Main zusammengestellt. Diese Tabelle ist eine Teilliste der Liste der Baudenkmäler in Bayern. Grundlage ist die Bayerische Denkmalliste, die auf Basis des Bayerischen Denkmalschutzgesetzes vom 1. Oktober 1973 erstmals erstellt wurde und seither durch das Bayerische Landesamt für Denkmalpflege geführt wird. Die folgenden Angaben ersetzen nicht die rechtsverbindliche Auskunft der Denkmalschutzbehörde.

## Ensembles

### Ensemble Altstadt Obernburg a.Main
Das Ensemble umfasst die Altstadt von Obernburg innerhalb ihrer mittelalterlichen Befestigungsgrenzen. Unter den über römischen Kastellen entstandenen Städtchen am Main im Bereich des einstigen nassen Limes zeichnet sich Obernburg durch seinen Grundriss aus, der weitgehend die antike Castrumanlage abbildet: die mainparallele Hauptstraße (Römerstraße) fällt mit der ehemaligen via principalis, die darauf senkrechte Badgasse mit der via praetoria zusammen. Das mittelalterliche Stadtgebiet geht insbesondere nach Norden weit über die Begrenzungslinie des römischen Castrums hinaus, hier befindet sich der ehemalige eigenbefestigte Pfarrbezirk. Die Struktur der in der ersten Hälfte des 14. Jahrhunderts durch das Mainzer Erzstift zur Stadt ausgebauten Ortschaft stellt sich folgendermaßen dar: innerhalb der rechteckigen Einfassung durch die ehemalige Stadtmauer durchzieht die Römerstraße als Hauptstraße das Stadtgebiet der Länge nach, bergwärts aus der Mittelachse verschoben; von ihr zweigen rechtwinklig Nebengassen ab; in der breiter angelegten, mainseitigen Stadthälfte sind diese zahlreicher und zusätzlich durch einen hauptstraßenparallelen Gassenzug (untere Gasse/Pfaffengasse) miteinander verbunden; die zum Mainübergang führende Mainstraße erscheint durch größere Breite hervorgehoben; ein Marktplatz fehlt. Die Stadt zeichnet sich nicht nur durch ihren Grundriss, sondern auch durch ihren geschlossenen Bestand an Fachwerkhäusern aus. Entsprechend dem für jede mittelalterliche Landstadt typischen Gefälle finden sich an der Römerstraße stattlichere Anwesen auf großangelegten, gereihten Grundstücken, die bergwärts bis zur ehemaligen Stadtmauer reichen, in den mainseitigen Nebengassen ein kleinteiligeres Gemenge von Handwerkerhöfen. Die meist verputzten Bauten des 16.–19. Jahrhunderts stehen teils giebel-, teils traufständig. In der Römerstraße alterniert die Stellung, in den Nebengassen herrscht Traufständigkeit vor, manchmal ergeben sich aber auch Reihen giebelständiger, meist mit Halbwalmen versehener Häuser. Seit dem Neubau der Stadtpfarrkirche fehlt ein historischer Monumentalbau. Akzente setzen lediglich durch ihre Stattlichkeit hervorragende Häuser (wie Römerstr. 18 und 41) sowie die Türme der Stadtbefestigung und die beiden, die Römerstraße abschließenden Stadttore. Umgrenzung: Verlauf der ehemaligen Stadtmauer, markiert durch die jeweils äußere Seite der Oberen und Unteren Wallstraße. Aktennummer: E-6-76-145-1.

## Stadtbefestigung
| Lage                              | Objekt                        | Beschreibung | Akten-Nr.     | Bild           |
| --------------------------------- | ----------------------------- | --- | ------------- | -------------- |
| Almosenturm (Standort)            | Almosenturm                   | Südöstlicher Turm der Stadtbefestigung, 2. Hälfte 14. Jahrhundert und 1. Hälfte 16. Jahrhundert, mit auf Rundbogen vorkragendem Zinnenkranz und darauf verjüngtem Oberbau ebenfalls mit vorkragendem Zinnenkranz, Aborterker, Wasserspeier | D-6-76-145-2  | weitere Bilder |
| Almosenturm (Standort)            | Stadtmauer                    | nach Norden anschließend Abschnitt der Stadtmauer, 2. Hälfte 14. Jahrhundert | D-6-76-145-2  | BW             |
| Hexenturm (Standort)              | Hexenturm                     | Nordwestlicher Turm der Stadtbefestigung, 2. Hälfte 14. Jahrhundert und 1. Hälfte 16. Jahrhundert, auf mit auf Rundbogenfries vorkragendem Zinnenkranz, Aborterker, Wasserspeier, Einbau einer Wächterstube im 16. Jahrhundert | D-6-76-145-2  | weitere Bilder |
| Nähe Runde-Turm-Straße (Standort) | Runder Turm                   | in der Mitte der westlichen Längsseite der Stadtbefestigung, mit auf Rundbogenfries vorkragendem Zinnenkranz, Aborterker, Wasserspeier | D-6-76-145-2  | weitere Bilder |
| Oberes Tor (Standort)             | Oberes Tor oder Uhrturm       | Turmtor über rechteckigem Grundriss mit Rundbogendurchfahrt und seitlichen Klauensteinen vom ehem. Fallgatter, Zugang über Außentreppe entlang der Innenseite der westlich anschließenden Stadtmauer durch Schulterbogentür, spärliche Belichtung des Obergeschosses durch Renaissancefenster und mittelalterliche Schießscharten, Putzbau mit Werksteinkanten und -rahmungen, Sandstein, im Kern 2. Hälfte 14. Jahrhundert, verschiefertes Halbwalmdach mit zweifach gestufter Haubendachlaterne, bezeichnet 1586, Uhr mit aufwendigem Zifferblatt, bezeichnet 1523, die Fußgängerpforten in den seitlichen Stadtmaueranschlüssen 19./20. Jahrhundert | D-6-76-145-26 | weitere Bilder |
| Täschenturm (Standort)            | Täschenturm                   | Südwestlicher Turm der Stadtbefestigung, mit auf Rundbogenfries vorkragendem Zinnenkranz | D-6-76-145-2  | weitere Bilder |
| Untere Wallstraße 22 a (Standort) | Storchennest- oder Gumpenturm | Nordöstlicher Turm der Stadtbefestigung, 2. Hälfte 14. Jahrhundert und 1. Hälfte 16. Jahrhundert, mit fehlendem Abschluss | D-6-76-145-2  | weitere Bilder |

## Baudenkmäler nach Gemeindeteilen

### Obernburg am Main
Innerhalb der Altstadt sind vier Straßenbilder von besonderer Bedeutung, sogenannte „Besondere Bereiche“ ausgewiesen.

#### Obere Gasse
Umgrenzung: Obere Gasse 2–30 gerade Hausnummern.

| Lage                      | Objekt   | Beschreibung | Akten-Nr.     | Bild           |
| ------------------------- | -------- | --- | ------------- | -------------- |
| Obere Gasse 4 (Standort)  | Wohnhaus | zweigeschossiger giebelständiger Satteldachbau mit seitlich weit vorkragendem Fachwerkobergeschoss, Erdgeschoss verändert, 18. Jahrhundert | D-6-76-145-17 | weitere Bilder |
| Obere Gasse 8 (Standort)  | Wohnhaus | zweigeschossiger Krüppelwalmdachbau mit Fachwerkobergeschoss, bezeichnet 1556                                                              | D-6-76-145-18 | weitere Bilder |
| Obere Gasse 12 (Standort) | Wohnhaus | zweigeschossiges verputztes Fachwerkhaus mit Mansarddach und Halbwalm zur Straße, Erdgeschoss verändert, um 1800                           | D-6-76-145-20 | weitere Bilder |
| Obere Gasse 18 (Standort) | Wohnhaus | zweigeschossiges verputztes Fachwerkhaus in Ecklage mit überbauter Toreinfahrt und Krüppelwalm, Ende 18. Jahrhundert                       | D-6-76-145-22 | weitere Bilder |

#### Pfaffengasse
Umgrenzung: Pfaffengasse 6-24 (gerade Hausnummern).

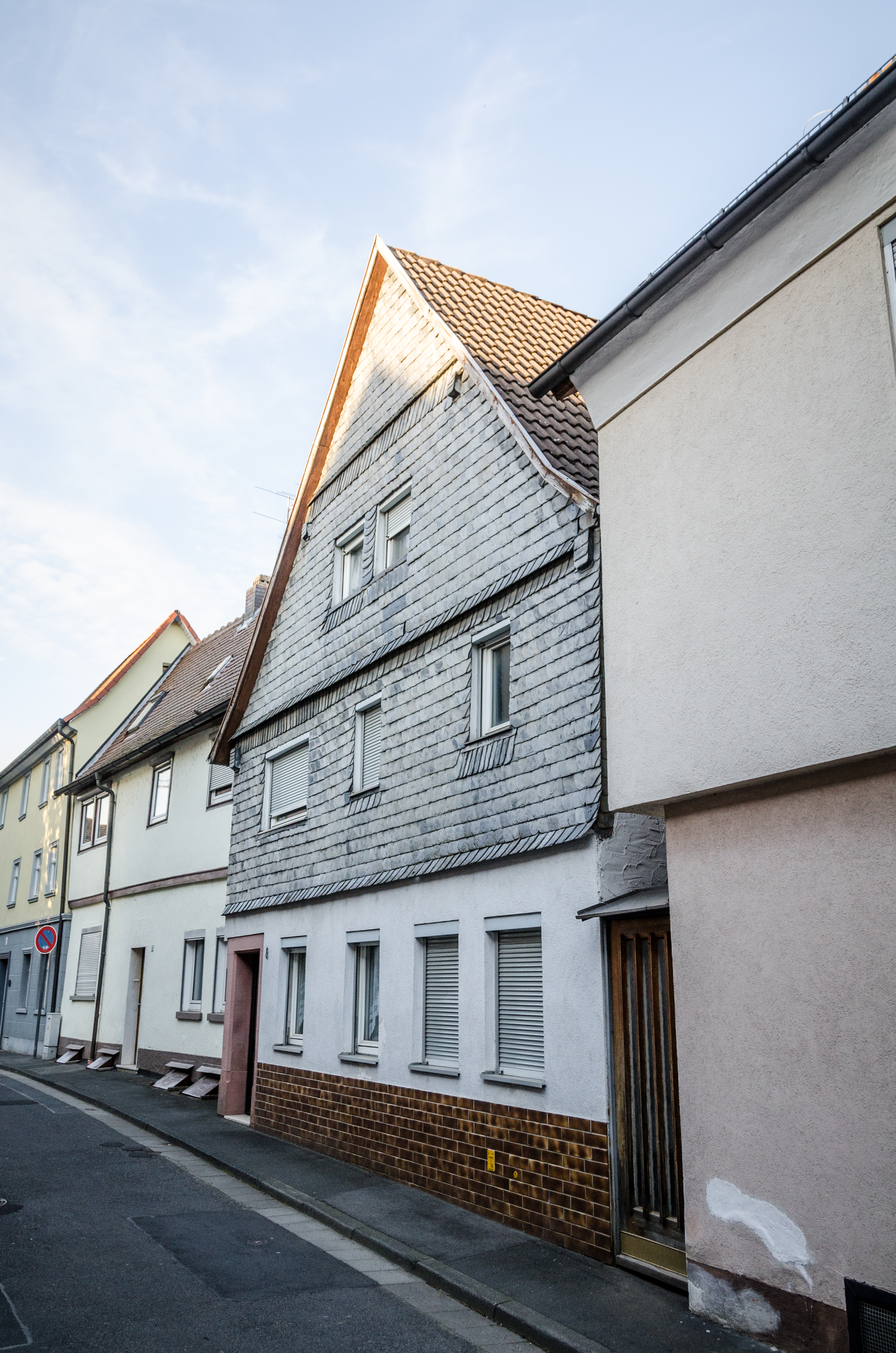
Pfaffengasse 8
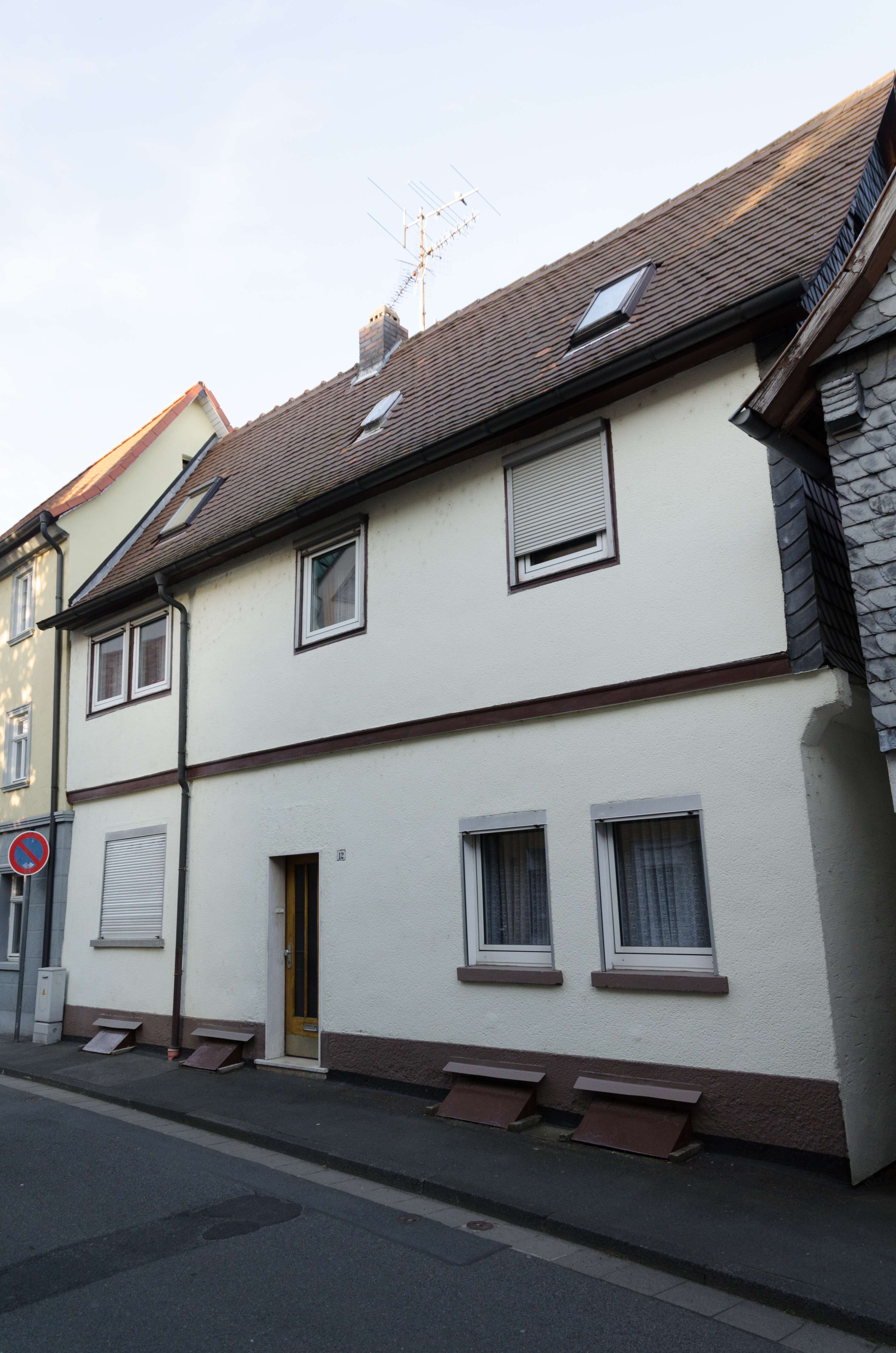
Pfaffengasse 12
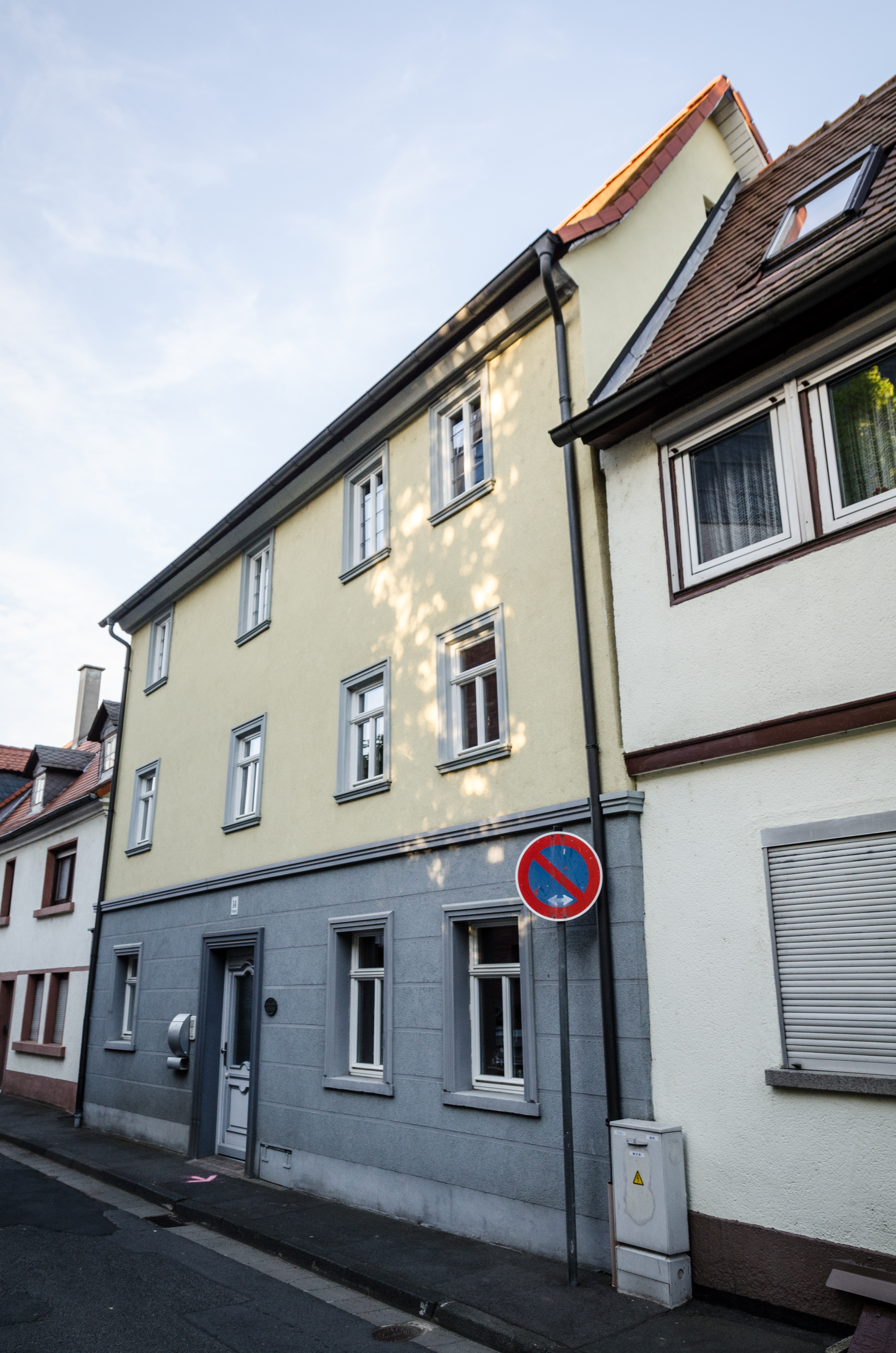
Pfaffengasse 14
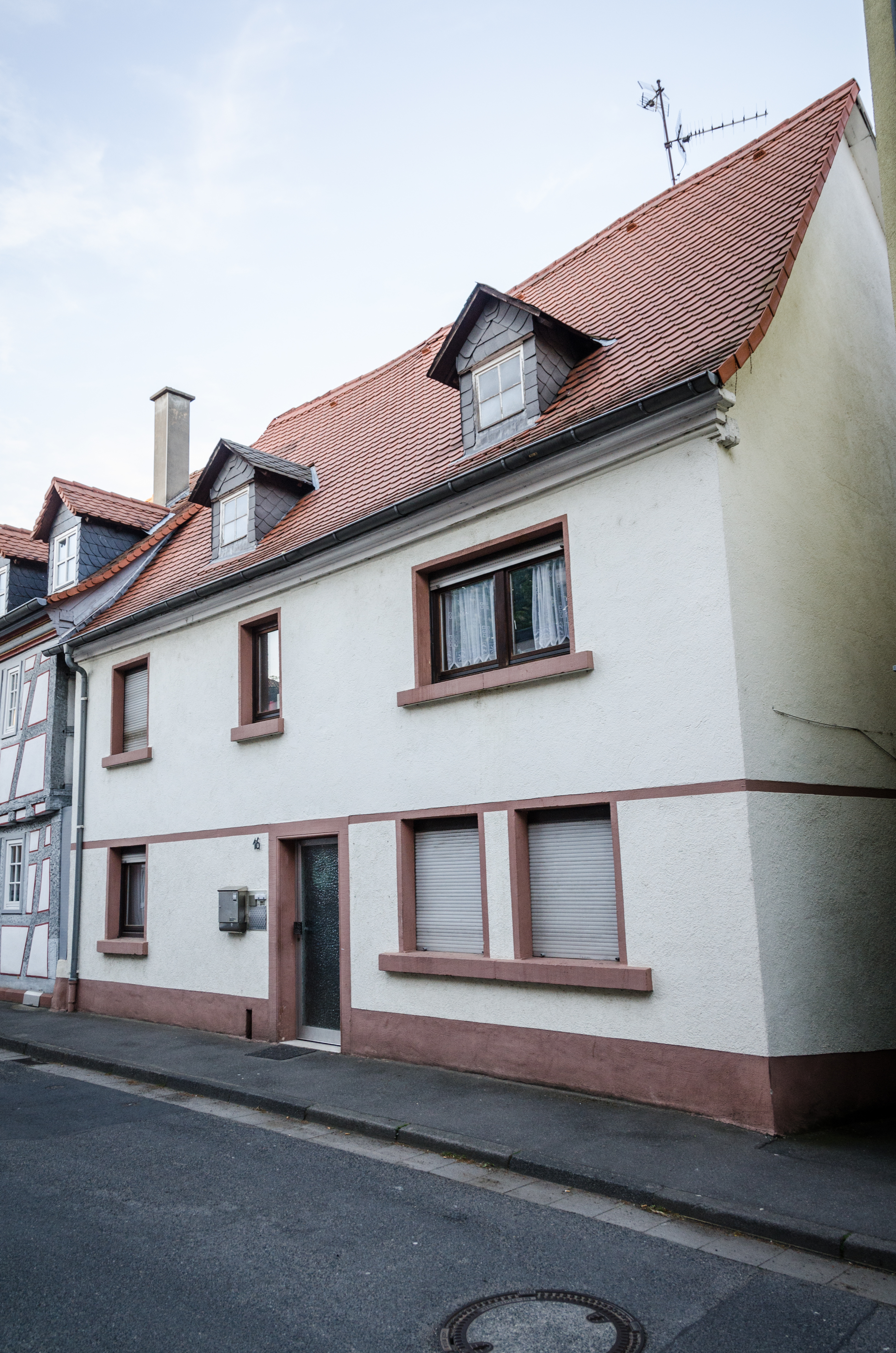
Pfaffengasse 16
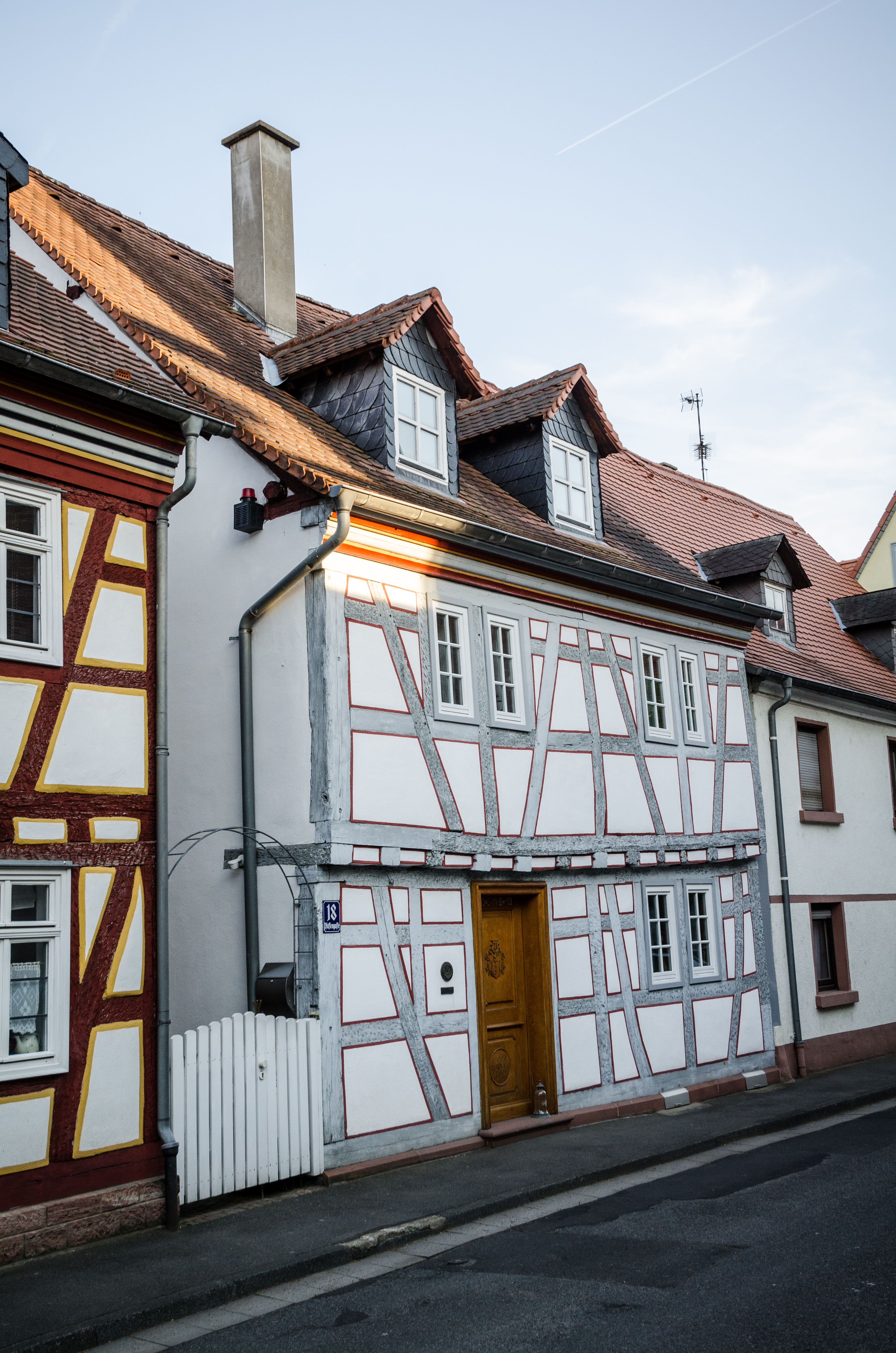
Pfaffengasse 18
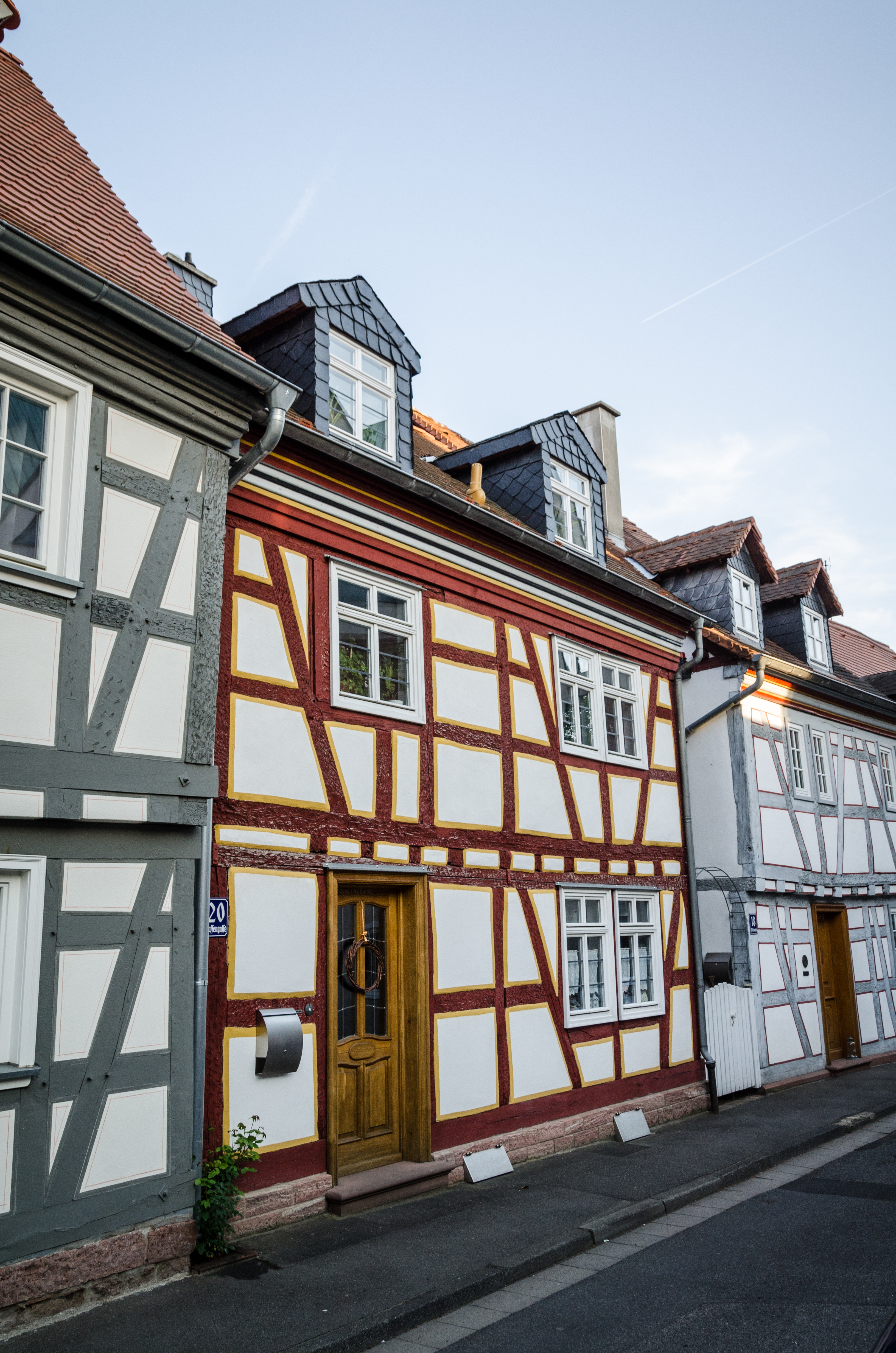
Pfaffengasse 20
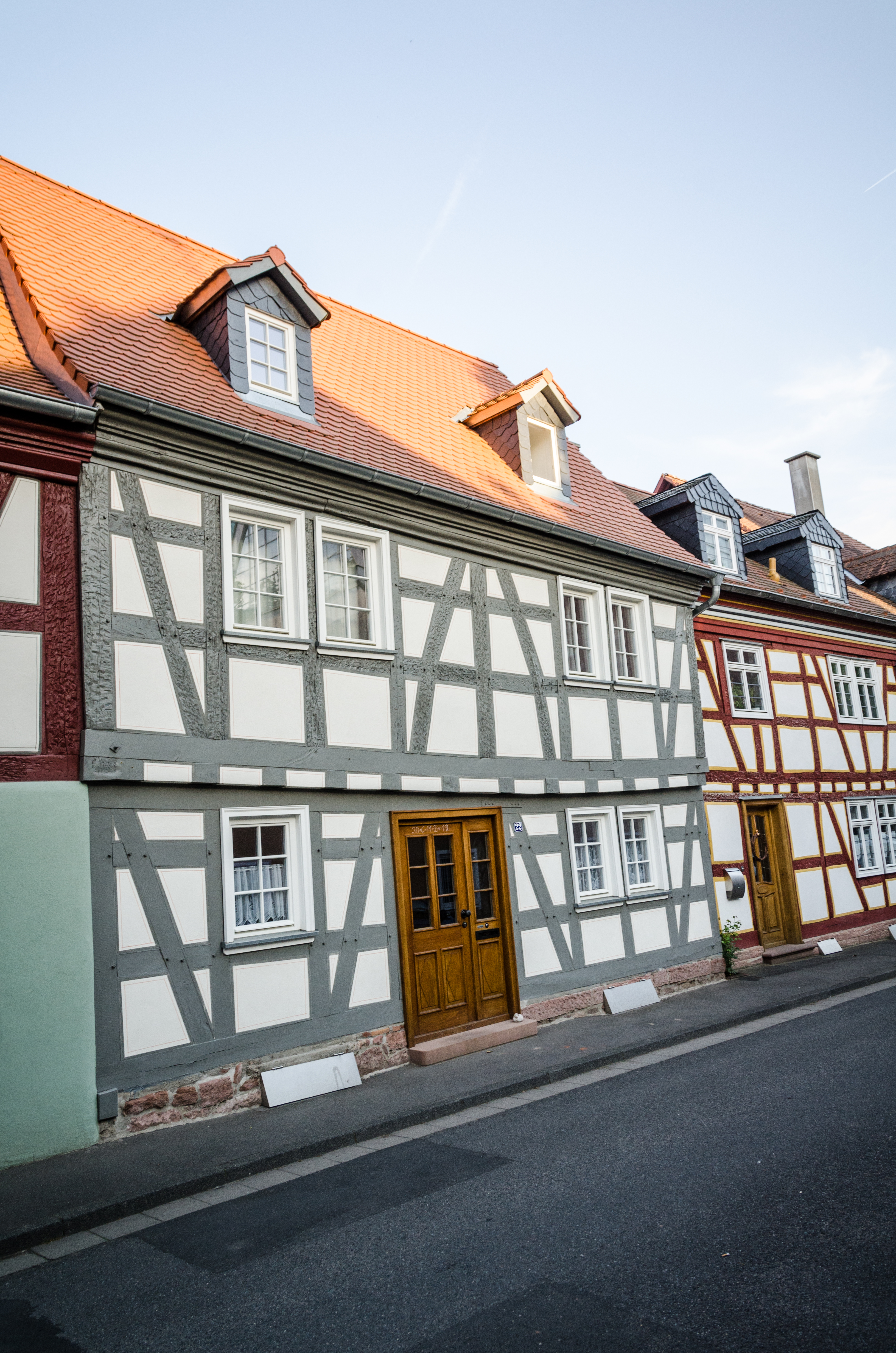
Pfaffengasse 22
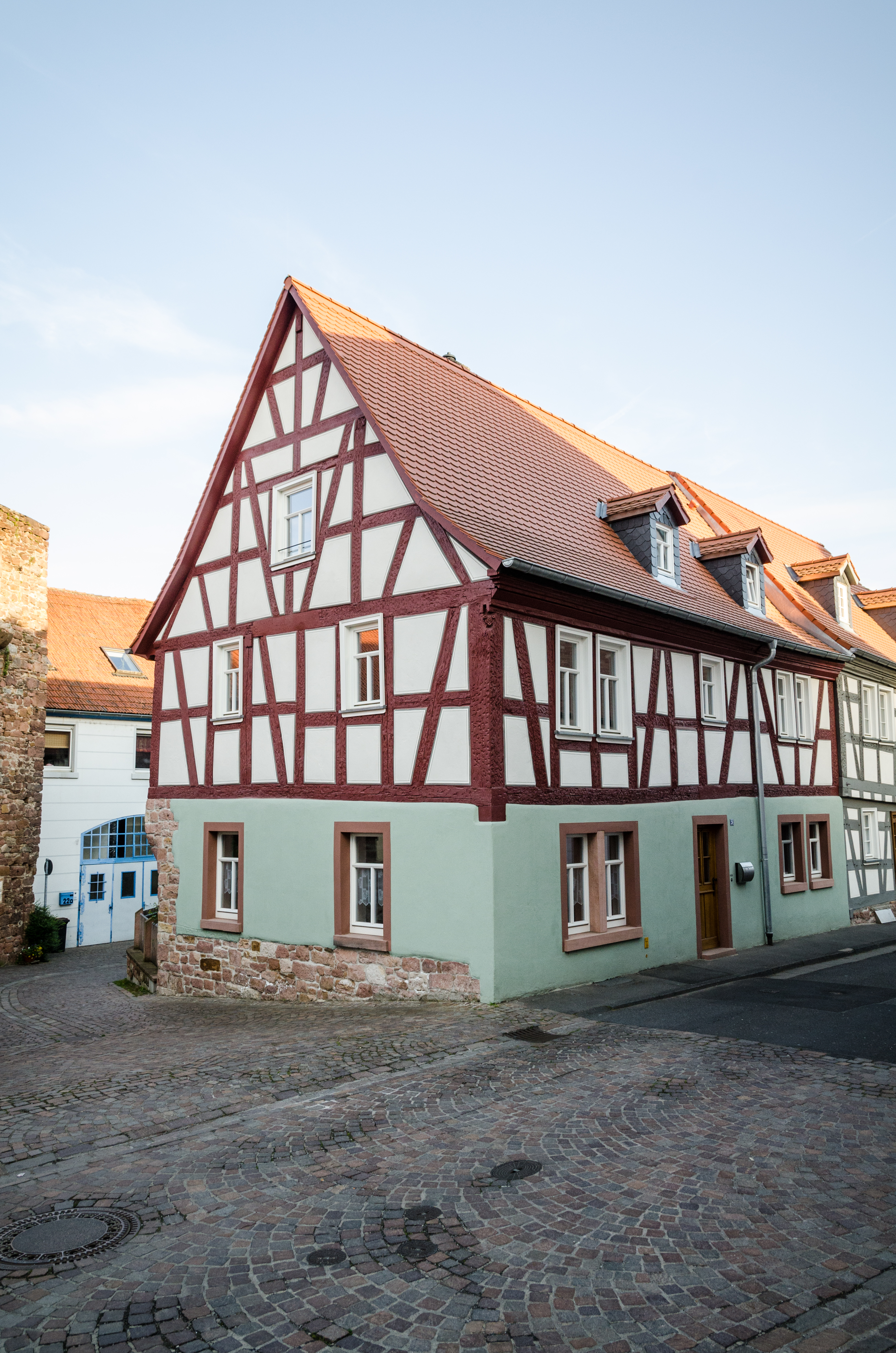
Pfaffengasse 24

#### Römerstraße
Umgrenzung: Römerstraße 10–14, 16–19, 21, 26–51, 53–62, 64, 66, 68–73, 79, 81.

| Lage                          | Objekt                            | Beschreibung | Akten-Nr.     | Bild           |
| ----------------------------- | --------------------------------- | --- | ------------- | -------------- |
| Römerstraße 13 (Standort)     | Wohnhaus                          | zweigeschossiges verputztes traufständiges Fachwerkhaus mit vorkragendem Obergeschoss und Mansarddach, 17./18. Jahrhundert, Dach verändert, Rest einer ehemaligen Freitreppe oder Steinbank, Sandstein, 18. Jahrhundert | D-6-76-145-29 | weitere Bilder |
| Römerstraße 17 (Standort)     | Wohnhaus                          | dreigeschossiges traufständiges Fachwerkhaus mit Mansarddach mit starker gassenüberdachender Vorkragung, 17./18. Jahrhundert | D-6-76-145-31 | weitere Bilder |
| Römerstraße 18 (Standort)     | Ehemaliges Gasthaus               | jetzt Bankinstitut, zweigeschossiger Satteldachbau in Ecklage mit verputztem Fachwerkobergeschoss und massivem Schweifgiebel mit Werksteingliederungen der Renaissance im Süden, Ende 16. Jahrhundert, im 20. Jahrhundert nach Norden verlängert, dabei Geschosse und Dachaufbauten verändert | D-6-76-145-32 | weitere Bilder |
| Römerstraße 19 (Standort)     | Wohnhaus                          | zweigeschossiger Walmdachbau mit Tordurchfahrt und Fachwerkobergeschoss, bezeichnet 1722, Erdgeschoss verändert | D-6-76-145-33 | weitere Bilder |
| Römerstraße 21 (Standort)     | Wohnhaus                          | zweigeschossiger Krüppelwalmdachbau mit Fachwerkobergeschoss in Ecklage, 16./17. Jahrhundert, Erdgeschoss und Traufseite verändert | D-6-76-145-34 | weitere Bilder |
| Römerstraße 26 (Standort)     | Nebengebäude                      | zweigeschossiger Fachwerkbau mit geschnitztem Eckpfosten und Mansarddach, 17./18. Jahrhundert | D-6-76-145-35 | weitere Bilder |
| Römerstraße 28 (Standort)     | Wohnhaus                          | zweigeschossiges verputztes Fachwerkhaus in Ecklage zu schmaler Gasse, mit ursprünglich Schopfwalm- jetzt Satteldach, massive Erdgeschoßwand mit Renaissanceprofilierungen, Sandstein, Mitte 16. Jahrhundert | D-6-76-145-36 | weitere Bilder |
| Römerstraße 34, 36 (Standort) | Wohnhaus                          | zweigeschossiger Fachwerkbau mit Halbwalmdach, um 1500, Abbruch 1979 und Wiederaufbau | D-6-76-145-37 | weitere Bilder |
| Römerstraße 35 (Standort)     | Wohnhaus                          | zweigeschossiger giebelständiger Satteldachbau mit Fachwerkobergeschoss, 17. Jahrhundert, Erdgeschoss verändert | D-6-76-145-38 | weitere Bilder |
| Römerstraße 37 (Standort)     | Wohnhaus                          | zweigeschossiger Halbwalmdachbau mit Fachwerkobergeschoss in Ecklage, 18. Jahrhundert Erdgeschoss verändert | D-6-76-145-39 | weitere Bilder |
| Römerstraße 38 (Standort)     | Abbruch und Neubau                | | D-6-76-145-40 | BW             |
| Römerstraße 40 (Standort)     | Wohnhaus                          | dreigeschossiger Halbwalmdachbau mit Fachwerkobergeschossen in Ecklage, 17./18. Jahrhundert, um 1980 unter Wiederverwendung, bzw. Rekonstruktion des Fachwerks neu errichtet | D-6-76-145-41 | weitere Bilder |
| Römerstraße 41 (Standort)     | Wohnhaus                          | zweigeschossiger Krüppelwalmdachbau mit Fachwerkobergeschoss, Erdgeschoss mit Werksteinkanten und -rahmungen, um 1600 | D-6-76-145-42 | weitere Bilder |
| Römerstraße 41 (Standort)     | eingelassener römischer Weihaltar | Sandstein, um 200 | D-6-76-145-42 | weitere Bilder |
| Römerstraße 41 (Standort)     | Hausmadonna mit Kind              | Holz, 18. Jahrhundert | D-6-76-145-42 | weitere Bilder |
| Römerstraße 42 (Standort)     | Gasthaus                          | zweigeschossiger traufständiger Satteldachbau mit Fachwerkobergeschoss, 17. Jahrhundert, Erdgeschoss verändert | D-6-76-145-43 | weitere Bilder |
| Römerstraße 42 (Standort)     | Torhaus                           | zweigeschossiger traufständiger Satteldachbau mit Fachwerkobergeschoss und Rundtorbogen mit Metzgerzeichen, Sandstein, bezeichnet 1606 | D-6-76-145-43 | weitere Bilder |
| Römerstraße 47 (Standort)     | Wohnhaus                          | zweigeschossiger, traufständiger Krüppelwalmdachbau mit Fachwerkobergeschoss, um 1700, Erdgeschoss verändert | D-6-76-145-44 | weitere Bilder |
| Römerstraße 62 (Standort)     | Rathaus                           | zweigeschossiger Satteldachbau mit Treppengiebeln, Erdgeschoss mit Spitzbogenarkaden, Ziegeldach mit verschieferten Spitzgauben, Putzbau mit Werksteingliederungen, Sandstein, neugotisch, Ende 19. Jahrhundert, vor dem Nordgiebel verbauter Rest eines älteren Treppenturmes mit verputztem Fachwerkobergeschoss, im Erdgeschoss eingelassener Wasserspeier, Sandstein 17. Jahrhundert, spätgotischer Türsturz, Sandstein 15./16. Jahrhundert, Satteldach 19. Jahrhundert | D-6-76-145-45 | weitere Bilder |
| Römerstraße 62 (Standort)     | Rathaus                           | Wappenstein, Sandstein, 14./15. Jahrhundert | D-6-76-145-45 | weitere Bilder |
| Römerstraße 69 (Standort)     | Hoftor                            | Sandstein, 17. Jahrhundert | D-6-76-145-47 | weitere Bilder |

#### Untere Gasse
Umgrenzung: Untere Gasse 1–30, 32, Badgasse 27, Kaisergasse 13, 18, Obere Gasse 11, 13.

| Lage                       | Objekt                                    | Beschreibung | Akten-Nr.     | Bild           |
| -------------------------- | ----------------------------------------- | --- | ------------- | -------------- |
| Untere Gasse 18 (Standort) | Eckstein                                  | Reliefs mit gekreuzten Schlüsseln, Sternblüte und Initialen, Sandstein, bezeichnet 1851                                         | D-6-76-145-52 | weitere Bilder |
| Untere Gasse 24 (Standort) | Wohnhaus                                  | zweigeschossiges verputztes Fachwerkhaus mit starker Vorkragung und Krüppelwalmdach, in Ecklage, im Kern 17. Jahrhundert        | D-6-76-145-53 | weitere Bilder |
| Untere Gasse 32 (Standort) | Wohnhaus                                  | zweigeschossiges Fachwerkhaus mit Satteldach in Ecklage, 18. Jahrhundert                                                        | D-6-76-145-54 | weitere Bilder |
| Untere Gasse 32 (Standort) | Hofmauer                                  | mit Türgewänden, Sandstein, 18./19. Jahrhundert                                                                                 | D-6-76-145-54 | BW             |
| Obere Gasse 11 (Standort)  | Wohnhaus                                  | zweistöckiges Fachwerkhaus mit Halbwalm zur Straße, 17. Jahrhundert, Renovierung 1996                                           | D-6-76-145-19 | weitere Bilder |
| Obere Gasse 11 (Standort)  | Nebengebäude mit überbauter Tordurchfahrt | zweistöckiges Fachwerkhaus über schiefwinkligem Grundriss mit überbauter Tordurchfahrt, 19. Jahrhundert, Dachgeschoss verändert | D-6-76-145-19 | weitere Bilder |
| Obere Gasse 13 (Standort)  | Wohnhaus                                  | zweigeschossiges verputztes Fachwerkhaus mit vorkragendem Obergeschoss, in Ecklage, Satteldach im Westen mit Halbwalm, um 1600  | D-6-76-145-21 | weitere Bilder |

#### Restliche Kernstadt
| Lage                             | Objekt                                     | Beschreibung | Akten-Nr.      | Bild                   |
| -------------------------------- | ------------------------------------------ | --- | -------------- | ---------------------- |
| Am Stiftshof 1 (Standort)        | Katholische Pfarrkirche St. Peter und Paul | Kirchenraum, stützenfreie Halle über gestreckt siebeneckigem Grundriss mit kupferblechgedecktem Faltdach und vollständiger Durchfensterung der Giebeldreiecke, Betonskelettbau, 1964; mit Ausstattung | D-6-76-145-3   | weitere Bilder         |
| Am Stiftshof 1 (Standort)        | Katholische Pfarrkirche St. Peter und Paul | Turm, als freistehender Campanile wirkender dreigeschossiger Kirchturm des Vorgängerbaus über quadratischem Grundriss mit verschieferter zweistufiger welscher Haube, Putzbau mit Sandsteingliederungen und Turmuhr überm Glockengeschoss, 1591 | D-6-76-145-3   | weitere Bilder         |
| Am Stiftshof 1 (Standort)        | Katholische Pfarrkirche St. Peter und Paul | im offenen Turmerdgeschoss Grabsteine des 16./17. Jahrhunderts | D-6-76-145-3   | weitere Bilder         |
| An der Wehrinsel 3 (Standort)    | Wassermühle mit dreiflügeliger Hofanlage   | Südflügel, Wohn- und Mühlenhaus, zweiteiliges ursprünglich zweigeschossiges Sandsteinhaus mit Mansardhalbwalmdächern, 2. Hälfte 19. Jahrhundert, Aufstockung des östlichen Hausteils mit Backstein, 1. Drittel 20. Jahrhundert; Ausstattung | D-6-76-145-76  | BW                     |
| An der Wehrinsel 3 (Standort)    | Wassermühle mit dreiflügeliger Hofanlage   | Nordflügel, zweiteiliges Nebengebäude, ein- bzw. zweigeschossiger Sandsteinbau mit Satteldach | D-6-76-145-76  | BW                     |
| An der Wehrinsel 3 (Standort)    | Wassermühle mit dreiflügeliger Hofanlage   | Ostflügel, ehemalige Scheune, eingeschossiger Satteldachbau, darauf Dachreiter mit Satteldach sowie südlich anschließendes zweigeschossigen Eckgebäude zum Wohnhaus hin, Sandstein und Backstein, 2. Hälfte 19. Jahrhundert, stark verändert Ende 20. Jahrhundert | D-6-76-145-76  | BW                     |
| An der Wehrinsel 3 (Standort)    | Wassermühle mit dreiflügeliger Hofanlage   | Garten mit Einfriedung, Ende 19. Jahrhundert | D-6-76-145-76  | BW                     |
| Badgasse 8, 10 (Standort)        | Wohnhaus                                   | traufständiger zweigeschossiger Satteldachbau mit Zierfachwerkobergeschoss, bezeichnet 1722. Erdgeschoss und Fenster erneuert | D-6-76-145-4   | weitere Bilder         |
| Katharinenstraße 5 (Standort)    | Bildstock                                  | Bildsäule mit vollplastischem Figurenaufsatz, Hl. Anna Selbdritt, bezeichnet 1714 | D-6-76-145-7   | BW                     |
| Lindenstraße (Standort)          | Bildstock                                  | Bildsäule mit Rundbogenaufsatz mit Reliefdarstellungen: Madonna mit Kind / Kreuzfall / Hl. Joseph mit Kind, Kreuzbekrönung mit Corpus Christi, Sandstein, bezeichnet 1712 | D-6-76-145-9   | weitere Bilder         |
| Maingärten (Standort)            | Gartenpavillon                             | eingeschossiger Fachwerkbau auf gemauerten Sandsteinpfeilern, mit Pyramidendach 18. Jahrhundert | D-6-76-145-58  | weitere Bilder         |
| Maingärten (Standort)            | Garten und Gartenmauer                     | Sandstein, 18./19. Jahrhundert, Verlauf im 20. Jahrhundert teilweise verändert | D-6-76-145-58  | Garten und Gartenmauer |
| Mainstraße 1 (Standort)          | Ehemaliges Stadtschreiberhaus              | seit 1829 Benefiziatenhaus, nach 1954 Museum, jetzt Rathaus, zweigeschossiger giebelständiger Satteldach- rückseitig Halbwalmdachbau mit Fachwerkobergeschoss, 17. Jahrhundert | D-6-76-145-10  | weitere Bilder         |
| Mainstraße 3 (Standort)          | Gasthaus                                   | traufständiger zweigeschossiger Satteldachbau mit Fachwerkobergeschoss, 17. Jahrhundert und ehemals überbauter Tordurchfahrt mit Fachwerkgeschoss und Mansarddach, 18. Jahrhundert, Erdgeschoss völlig verändert | D-6-76-145-11  | weitere Bilder         |
| Mainstraße 5 (Standort)          | Wohnhaus                                   | giebelständiger zweigeschossiger Satteldachbau mit Halbwalm zur Straße und verschiefertem, bzw. verputztem vorkragendem Fachwerkobergeschoss, 17./18. Jahrhundert Erdgeschoss verändert | D-6-76-145-12  | weitere Bilder         |
| Mainstraße 6 (Standort)          | Wohnhaus                                   | Ehemalige Villa mit Park, zweistöckiger Walmdachbau mit Zwerchgiebeln und Eckturm, Neorenaissance, weiße Klinker mit Rotsandsteingliederungen, bezeichnet 1900 | D-6-76-145-13  | weitere Bilder         |
| Mainstraße 9, 11 (Standort)      | Wohnhaus                                   | Wohnhaus, zweigeschossiger Satteldachbau über hohem Kellersockel mit verputztem Fachwerkobergeschoss in Ecklage, Kellerzugang unter Nordgiebel bezeichnet 1544 | D-6-76-145-16  | weitere Bilder         |
| Mainstraße 5, 9 (Standort)       | Torbogen                                   | mit Fußgängerpforte, Sandstein, bezeichnet 1551 | D-6-76-145-16  | weitere Bilder         |
| Mainstraße 10 (Standort)         | Wohnhaus                                   | zweigeschossiger Satteldachbau mit Fachwerkobergeschoss in Ecklage, 17./18. Jahrhundert | D-6-76-145-15  | weitere Bilder         |
| Mömlingtalring 107 (Standort)    | Bildstock                                  | Schlichter Sockel mit Inschrift, toskanische Säule, Aufsatz mit Reliefs der hl. Dreifaltigkeit und Heiligen, bez. 1721 | D-6-76-145-156 | BW                     |
| Nähe Kapellengasse (Standort)    | Katholische Kapelle St. Anna               | flachgedeckter Saalbau über rechteckigem Grundriss, 13. Jahrhundert mit eingezogenem kreuzgratgewölbtem Rechteckchor von 1559, Satteldach und verschiefertem Dachreiter mit Pyramidenhelm, Putzbau mit Werksteinkanten und -rahmungen, auf Südseite Außenkanzel, Kapelle wohl über Mithrasheiligtum des 2./3. Jahrhunderts errichtet (Ausgrabungsfunde); mit Ausstattung | D-6-76-145-5   | weitere Bilder         |
| Nähe Kapellengasse (Standort)    | Wegkapelle                                 | neugotischer Rechteckbau mit dreiseitigem Chor, Sandsteinquader mit Werksteingliederungen und Giebelkreuz, 2. Hälfte 19. Jahrhundert | D-6-76-145-8   | BW                     |
| Nähe Kapellengasse (Standort)    | Friedhof                                   | Friedhofsmauer, Sandstein, wohl mittelalterlich, im 20. Jahrhundert erneuert, mit Pfeilerportal (um 1800) | D-6-76-145-6   | BW                     |
| Nähe Katharinenstraße (Standort) | Aussegnungshalle des Friedhofes            | zentrale Halle, Stahlbetonskelettbau mit Ausmauerung auf der Grundform eines sich verjüngenden Ovals mit weit vorkragendem, leicht geneigtem, die Grundrissform aufnehmenden Flachdach, im Westen in die Friedhofsmauer einbindend; seitlich ungleich lange Anbauten für Nebenräume mit flach geneigten Dächern, 1954/55 von Hans Jeitler; Friedhofskreuz, Kruzifix, 1759 von Johann Wünschering; künstlerisch bedeutende Grabmäler des späten 19. und frühen 20. Jahrhunderts | D-6-76-145-159 | BW                     |
| Nähe Pilgerspfad (Standort)      | Bildhäuschen                               | Sandstein mit Kreuzbekrönung aus Metall, bezeichnet 1872, eingestellte Madonna modern | D-6-76-145-60  | BW                     |
| Römerstraße 11 (Standort)        | Wohnhaus                                   | zweigeschossiges verputztes traufständiges Fachwerkhaus mit vorkragendem Obergeschoss und Krüppelwalmdach, 17./18. Jahrhundert | D-6-76-145-28  | weitere Bilder         |
| Römerstraße 9 (Standort)         | Anbau                                      | überbaute Tordurchfahrt mit Walmdach, 18./19. Jahrhundert | D-6-76-145-28  | weitere Bilder         |
| Römerstraße 15 (Standort)        | Wohnhaus                                   | zweigeschossiges verputztes Fachwerkhaus mit vorkragendem Obergeschoss, giebelständig in hofartiger Sackgasse, im Kern 17. Jahrhundert | D-6-76-145-30  | BW                     |
| Römerstraße 80 (Standort)        | Amtsgericht                                | zweigeschossiger Walmdachbau mit übergiebeltem Mittelrisalit, im Giebel Relief mit Wappen haltenden bayerischen Löwen, Eingang auf südlicher Schmalseite durch übergiebeltem Eingang und Attikabekrönung hervorgehoben, Sandsteinquaderbau mit Werksteingliederungen, neobarock, bezeichnet 1900 | D-6-76-145-49  | weitere Bilder         |
| Römerstraße (Standort)           | Unteres Tor                                | runder Torbogen zwischen zwei Wehrturm-imitierenden Pfeilern, oberer Abschluss mit Schmuckzinnen über Konsolfries, Sandstein, nach 1839, die seitlichen Fußgängerpforten in der Stadtmauer wohl 20. Jahrhundert | D-6-76-145-27  | weitere Bilder         |
| Nähe Römerstraße (Standort)      | Kriegerdenkmal                             | rechteckige Maueraussparung mit seitlichen Steinbänken, vor Stirnwand halbrunder Laufbrunnen mit darüber angebrachter Inschrift in Trophäenkartusche auf Mauerkrone liegender Löwe, Sandstein, nach 1871 | D-6-76-145-50  | Kriegerdenkmal         |
| Schmiedgasse 2 (Standort)        | Wohnhaus                                   | zweigeschossiger giebelständiger Halbwalmdachbau, 18. /19. Jahrhundert | D-6-76-145-51  | BW                     |
| Untere Wallstraße 10 (Standort)  | Ehemalige Mühle                            | eingeschossiger am Hangfuß zweigeschossiger Walmdachbau Sandstein, 18./19. Jahrhundert, in 2. Hälfte 19. Jahrhundert zur Dreiflügelanlage erweitert, Umbau zur Musikschule 1988 | D-6-76-145-55  | Ehemalige Mühle        |
| Vorderer Mühlrain (Standort)     | Kreuzigungsgruppe mit Assistenzfiguren     | Sandstein, bez, 1669 | D-6-76-145-59  | BW                     |

### Eisenbach
| Lage                           | Objekt                                     | Beschreibung | Akten-Nr.     | Bild                                       |
| ------------------------------ | ------------------------------------------ | --- | ------------- | ------------------------------------------ |
| Am Harzofen 2 (Standort)       | Wohnstallhaus                              | zweigeschossiger Satteldachbau mit Fachwerkobergeschoss, bezeichnet 1755 / 1955 | D-6-76-145-63 | BW                                         |
| Brückenstraße 4 (Standort)     | St. Nepomuk-Statue                         | Sandstein, bezeichnet 1868, nach Kriegszerstörung 1946 wiedererrichtet | D-6-76-145-70 | BW                                         |
| Hart (Standort)                | Bildstock                                  | Bildpfeiler mit Würfelaufsatz, Kreuzkuppeldach und Kreuzbekrönung, auf drei Seiten mit identischer Kreuzigung, Sandstein, Aufsatz um 1700, Schaft und Sockel im 20. Jahrhundert erneuert | D-6-76-145-72 | BW                                         |
| Im Gillwing (Standort)         | Wegkreuz                                   | Kreuz mit Corpus über Fluraltar, Sandstein, bezeichnet 1787, komplett erneuert, 1. Hälfte 20. Jahrhundert | D-6-76-145-73 | BW                                         |
| Kirchstraße 24 (Standort)      | Katholische Pfarrkirche St. Johann Baptist | Westturm auf quadratischem Grundriss, Putzbau mit gotischen Werkstein-rahmungen und -kanten, Sandstein, 1401; östlicher Langhausanbau mit Satteldach, Sandstein mit Werksteingliederungen, 1748/50 das Glockengeschoss mit Zeltdach und vier Zwerchgiebeln, verschiefert, vermutlich 19. Jahrhundert, erhöhtes breites Querhaus mit Walmdach und dreiseitig geschlossenem Chor sowie Sakristei 1936; mit Ausstattung | D-6-76-145-61 | Katholische Pfarrkirche St. Johann Baptist |
| Kirchstraße 24 (Standort)      | Katholische Pfarrkirche St. Johann Baptist | südlich anschließend St. Barbarakapelle, eingeschossiger Satteldachbau, verputzt mit Werksteinrahmungen und -kanten, Sandstein, im Kern wohl noch romanisch | D-6-76-145-61 | BW                                         |
| Kirchstraße 24 (Standort)      | Katholische Pfarrkirche St. Johann Baptist | römische Inschriftsteine aus Vorgängerbau geborgen in Aufstellung an der Barbarakapelle, Sandstein, 2. Jahrhundert | D-6-76-145-61 | BW                                         |
| Mirabellenstraße (Standort)    | Bildstock                                  | Bildsäule mit Kreuzdach-Nischengehäuse, Sandstein, bezeichnet 1724, erneuert 1879 | D-6-76-145-71 | BW                                         |
| Nähe Kirchstraße (Standort)    | Friedhofskreuz                             | Sandstein, bezeichnet 1899 | D-6-76-145-62 | BW                                         |
| Odenwaldstraße 3 (Standort)    | Bauernhaus                                 | zweigeschossiges traufseitiges Fachwerkhaus über hohem Sandstein-Kellersockel mit überbauter Tordurchfahrt. Satteldach über Haupttrakt mit Krüppelwalm, 19. Jahrhundert | D-6-76-145-67 | Bauernhaus                                 |
| Odenwaldstraße 56 (Standort)   | Bildstock oder Wegkreuz                    | am eingezeichneten Ort nicht mehr vorhanden | D-6-76-145-74 | BW                                         |
| Raiffeisenstraße 20 (Standort) | Wohnhaus                                   | zweigeschossiges giebelständiges Fachwerkhaus mit Satteldach, 17./18. Jahrhundert, im 20. Jahrhundert verkleidet | D-6-76-145-64 | BW                                         |
| Raiffeisenstraße 24 (Standort) | Wohnhaus                                   | zweigeschossiges giebelständiges Fachwerkhaus, 17./18. Jahrhundert, im 20. Jahrhundert verkleidet | D-6-76-145-65 | BW                                         |

### Neustädterhof
| Lage                 | Objekt              | Beschreibung | Akten-Nr.     | Bild           |
| -------------------- | ------------------- | --- | ------------- | -------------- |
| Hofwiesen (Standort) | Ruine der Bacheburg | Mauerreste einer mittelalterlichen Burg (Bacheburg, Untere Burg) einschließlich des noch erhaltenen Grabens an der Nord-, Ost- und Südseite | D-6-76-145-75 | weitere Bilder |

## Abgegangene Baudenkmäler
In diesem Abschnitt sind Objekte aufgeführt, die früher einmal in der Denkmalliste eingetragen waren, jetzt aber nicht mehr existieren, z. B. weil sie abgebrochen wurden. Aktennummern in diesem Abschnitt sind ehemalige, jetzt nicht mehr gültige Aktennummern.

| Lage                                     | Objekt                   | Beschreibung                                                                      | Akten-Nr.     | Bild |
| ---------------------------------------- | ------------------------ | --------------------------------------------------------------------------------- | ------------- | ---- |
| Obernburg Römerstraße 68 (Standort)      | Giebelhaus mit Halbwalm  | Giebelhaus mit Halbwalm, Fachwerk verputzt, 16./17. Jahrhundert                   | D-6-76-145-46 | BW   |
| Obernburg Römerstraße 70 (Standort)      | Traufseithaus            | Traufseithaus, Fachwerk verputzt, 17./18. Jahrhundert                             | D-6-76-145-48 | BW   |
| Obernburg Schillerstraße 3 (Standort)    | Eingeschossiges Wohnhaus | Eingeschossiges Wohnhaus, Fachwerk verputzt, mit Krüppelwalmdach, 18. Jahrhundert | D-6-76-145-1  | BW   |
| Eisenbach Raiffeisenstraße 26 (Standort) | Verputztes Fachwerkhaus  | 17./18. Jahrhundert                                                               | D-6-76-145-66 | BW   |